# Scinax caldarum
Scinax caldarum är en groddjursart som först beskrevs av Lutz 1968.  Scinax caldarum ingår i släktet Scinax och familjen lövgrodor. IUCN kategoriserar arten globalt som livskraftig. Inga underarter finns listade i Catalogue of Life.